# Luca Pancalli
Luca Pancalli (Roma, 16 aprile 1964) è un dirigente sportivo, politico, pentatleta e nuotatore italiano.

## Biografia
Frequenta il liceo scientifico e sin da bambino mostra grande predisposizione per lo sport. Sceglie, approdandovi dal nuoto già praticato a livello agonistico, il pentathlon moderno, la disciplina più articolata, in termini di abilità richieste: tiro a segno, scherma, nuoto, equitazione, corsa.
Dopo aver vinto tre campionati italiani giovanili di pentathlon moderno dal 1978 al 1980 conquista un posto in nazionale juniores. A Vienna, dove si reca per un meeting internazionale, riporta nel giugno 1981 un grave incidente durante una frazione di gara a cavallo che gli procura una frattura alle vertebre cervicali, conseguente lesione spinale e paralisi degli arti inferiori.
Si laurea in Giurisprudenza nel novembre 1988 presso l'università "La Sapienza" di Roma con il massimo dei voti e lode discutendo una tesi in diritto civile e iniziando pure la pratica da procuratore legale e notaio. Continua a praticare attività sportiva ad altissimo livello nonostante sia costretto su una sedia a rotelle. Partecipa a quattro edizioni dei Giochi paralimpici: Stoke Mandeville/New York 1984, Seul 1988, Barcellona 1992 e Atlanta 1996, sempre nel nuoto vincendo in tutto otto ori, sei argenti ed un bronzo. Ai giochi di Seul 1988 conquista tre medaglie d'oro e tre d'argento, stabilendo anche i nuovi record mondiali nei 50 e 100 stile libero. Ai mondiali di Assen nei Paesi Bassi accresce il suo palmares sportivo con quattro titoli mondiali, nei 50 stile libero, 200 misti, 50 farfalla e staffetta 4x50 stile libero.
Nel 1993 comincia l'avventura di dirigente sportivo ed i primi contatti con il CONI (Comitato Olimpico Nazionale Italiano): fonda, con Clay Regazzoni, la Federazione Italiana Sportiva Automobilismo Patenti Speciali (FISAPS), organismo allora riconosciuto dal CONI quale una delle Discipline associate, di cui è presidente fino al 1996, quando passa a ricoprire l'incarico di vice presidente nazionale della Federazione Italiana Sport Disabili (FISD). Nel 1996 decide il ritiro dalle competizioni sportive, ma prima si regala ad Atlanta 1996 altre due medaglie d'oro e tre d'argento. Diventa avvocato nel 1997. Autore di due manuali di diritto, compendi della normativa vigente in favore dei cittadini disabili, ha pubblicato diversi interventi in materia di diritto sportivo e impiantistica, tenendo, sulle stesse materie, docenze presso le più importanti università italiane.
Nel 2000 è presidente della Federazione Italiana Sport Disabili (FISD), che solo grazie alla sua incessante azione tesa allo sviluppo del movimento, con legge dello stato, diventa Comitato Italiano Paralimpico (CIP). Dal 2005 è confermato alla presidenza del comitato, carica che tuttora ricopre essendo stato rieletto con il 99% dei consensi alla stessa nel febbraio 2009. Ricopre la carica di vice presidente del CONI nei quadrienni 2004-2008 e 2008 - 2012. Dal 2005 al 2013 è Segretario Generale del Comitato Paralimpico Europeo (EPC). È stato, insieme a Tiziana Nasi, uno dei promotori delle Paralimpiadi in Italia e della Cerimonia di apertura dei IX Giochi paralimpici invernali di Torino 2006.
Il 21 settembre 2006 a seguito delle dimissioni di Guido Rossi, è stato nominato commissario straordinario della Federazione Italiana Giuoco Calcio (FIGC). Nell'ottobre del 2006 ha criticato la posizione assunta da Guido Rossi nell'assegnare il titolo 2006 all'Inter, ritenendo che a suo parere sarebbe dovuto restare non assegnato. Dopo gli episodi di violenza verificatisi a Catania il 2 febbraio 2007 in occasione del derby siciliano Catania-Palermo, in cui ha perso la vita l'ispettore capo Filippo Raciti, Pancalli ha sospeso sine die tutte le partite di tutti i campionati di calcio italiani, dalla Serie A alle giovanili. Dimessosi dalla carica, ha mantenuto gli impegni istituzionali in seno al CONI e al CIP.
Nel gennaio del 2008 è nominato presidente del comitato per l'attuazione del programma straordinario per l'impiantistica sportiva destinata allo sport professionistico. Ha promosso la realizzazione a Roma della Città dello Sport Paralimpico, impianto modello a livello mondiale inaugurato alla presenza del Presidente della Repubblica Mattarella nel settembre 2017. Ha diretto inoltre "l'Istituto di scienza e medicina dello sport" del CONI dal settembre 2009 al giugno 2013.
L'8 febbraio 2011 è stato nominato dalla giunta del CONI Commissario Straordinario della Federazione Italiana Danza Sportiva in seguito alle dimissioni del presidente Ferruccio Galvagno, incarico ricoperto fino a luglio 2012. Nel dicembre 2011 viene insignito dall'IPC (Comitato Internazionale Paralimpico) del "Paralympic Order", massimo ed esclusivo riconoscimento conferito dall'organismo internazionale a persone che nella vita si siano particolarmente prodigate per lo sviluppo del movimento paralimpico. Nel settembre 2013 è stato nominato Presidente del settore giovanile e scolastico della FIGC, incarico che ricopre fino a luglio 2014.
Nel maggio del 2015 viene inserito dal CONI tra le “100 leggende dello sport”, ex atleti italiani che si sono distinti in campo internazionale, ed una targa a lui dedicata si trova a Roma nella “Walk of fame dello sport italiano” voluta dal Presidente del Coni Giovanni Malagò. Nel 2017, grazie alla approvazione della L.124/15 sul riordino della pubblica amministrazione, i successivi DPCM del 25 agosto 2016 e del 17 febbraio 2017, il suo progetto teso a contribuire alla massima diffusione del movimento Paralimpico in Italia ed alla sua piena legittimazione, compie un ulteriore fondamentale passo: il CIP viene definitivamente riconosciuto Ente Pubblico. Nel settembre 2017, primo italiano nella storia del movimento, viene eletto membro del Comitato esecutivo dell’IPC (Comitato Internazionale Paralimpico).
Il 24 gennaio 2018 viene eletto alla presidenza del CIP ente pubblico con il 91,7% dei consensi.
Il 25 maggio 2021 viene confermato nuovamente alla presidenza per il quadriennio 2020-2024 raccogliendo il 94,3% dei consensi espressi dal Consiglio Nazionale Elettivo .
Il 26 giugno è sconfitto allo scrutinio per l'elezione a presidente del Coni, ottenendo 34 voti su 81.

## Politica e sindacato
Nel 1990 diventa responsabile nazionale per le politiche sociali della UIL, incarico che rivestirà per 17 anni, e componente, con voto, della direzione nazionale UIL.
Il 26 giugno 2013 viene nominato Assessore allo sport, qualità della vita e benessere della giunta comunale di Roma con Ignazio Marino sindaco. Il 26 novembre 2014 rassegna le dimissioni.
Durante la sua carriera sportiva, è stato anche candidato del Partito Socialista Italiano nelle elezioni politiche del 1992.

## Onorificenze
- Ufficiale dell'Ordine al merito della Repubblica Italiana, nel 2001 su proposta del Presidente della repubblica Carlo Azeglio Ciampi.
- Commendatore dell'Ordine al merito della Repubblica Italiana, nel 2004 su proposta dell'allora Presidente del Consiglio Silvio Berlusconi.
- Grande Ufficiale dell'Ordine al merito della Repubblica Italiana, nel 2006 su proposta del Presidente della Repubblica Carlo Azeglio Ciampi
- Cavaliere di Gran Croce dell'Ordine al Merito della Repubblica Italiana nel 2021 Di iniziativa del Presidente della Repubblica Italiana Sergio Mattarella[4]

## Onorificenze sportive
- Quattro medaglie d’oro al valore atletico 1985-1989-1991-1995
- Stella d’oro al merito sportivo
- Collare d'oro al merito sportivo
- Ordine paralimpico

## Riconoscimenti
- Nel maggio 2015, una targa a lui dedicata fu inserita nella Walk of Fame dello sport italiano a Roma, riservata agli ex-atleti italiani che si sono distinti in campo internazionale.[6][7]

## Palmarès
| Giochi paralimpici        | 25 s. libero | 50 s. libero   | 100 s. libero    | 200 s. libero   | 25 dorso      | 50 dorso  | 25 rana   | 50 rana    | 25 farfalla | 50 farfalla | 75 misti        | 150 misti  | 200 misti  | 3×25 st.lib    | 4×50 st.lib |
| 1984 New York Stati Uniti | Oro 20"81    | ---            | Argento 1'54"67  | ---             | ---           | ---       | Oro 28"23 | ---        | Oro 23"15   | ---         | Argento 1'33"39 | ---        | ---        | ---            | ---         |
| 1988 Seul Corea del Sud   | ---          | Oro 42"29 - RM | Oro 1'34"89 - RM | ---             | Argento 23"60 | ---       | Oro 26"41 | ---        | ---         | ---         | ---             | ---        | ---        | Bronzo 1'44"52 | ---         |
| 1992 Barcellona Spagna    | ---          | 8º 43"56       | 8º 1'36"09       | ---             | ---           | 5º 47"67  | ---       | ---        | ---         | 4º 47"70    | ---             | ---        | 7º 4'01"34 | ---            | ---         |
| 1996 Atlanta Stati Uniti  | ---          | Argento 42"62  | Argento 1'33"44  | Argento 3'26"16 | ---           | Oro 49"23 | ---       | 4º 1'00"37 | ---         | Oro 49"86   | ---             | 6º 3'00"30 | ---        | ---            | 8º 3'07"27  |

Altri risultati
- Ai campionati mondiali: 8 medaglie d'oro e 2 d'argento
- Ai campionati europei: 6 medaglie d'oro